# 華翠里
25°01′30″N 121°28′23″E / 25.0249352°N 121.4731116°E
華翠里為台灣新北市板橋區轄下之一里，面積約0.0891平方公里。昔時江子翠地區，本里於民國64年2月1日由松翠里分出。